# Городецький Сергій Митрофанович
Городецький Сергій Митрофанович (рос. Городецкий, Сергей Митрофанович, 5 січня 1884, Санкт-Петербург — 7 червня 1967, Обнінськ) — російський поет.

## Біографія
Походив з дворян, хоча і син літератора-етнографа; закінчив історико-філологічний факультет Петербурзького університету (спеціальність — теорія та історія мистецтва і літератури). Під час війни в 1916—1917 років — кореспондент «Русского слова» на азійському фронті (в Турецькій Вірменії та Персії). У 1918—1920 — в меншовицькій Грузії і в муссаватістському Азербайджані. З 1920 року, після звільнення Закавказзя від білих, Городоцький бере участь у радянській роботі на літературно-театральному терені (послідовно завідував літературною частиною «Известий», потім театру Революції, Культвідділу МГСПС; редактор журналу «Мистецтво трудящих» і т. д.).
Писати вірші став з дитинства; перша ж книга «Ярь» (1907) звернула на себе увагу. Поезія Городецького 1907—1912 входить в руслі символістського руху. Ранні роботи (збірки «Ярь» і «Перун», 1907) цікаві насамперед спробою синтезувати мовні надбання символізму з народною мовою (тут — частково — витоки пізнішої «селянської» поезії і — певною мірою — футуризму). Характерно також відображення в цих перших дослідах соціальних мотивів (відгомін революції 1905). Поетика цього періоду частково примикає до бальмонтовской (гегемонія наспівності), але найсильніший вплив на нього зробили Вяч. Іванов та А. Блок. В подальшому Г. вводить в поетичний обіг і зовсім нові ритми, які донині втрималися в літературі. Але вже і тоді Г. виділяв з-посеред символістів «Безпосереднє захоплення буттям», життєрадісний і життєлюбні світовідчуття. У 1912 Г. порвав з символізмом і разом з Гумільовим заснував нову течію — акмеїзм. Відповідаючи запитам інтелігенції передвоєнної пори, Г. прагнув звести поезію з містичних висот на землю, надати їй тверезий речовий, матеріал відбиток. Своєму побратиму по школі О. Мандельштама Г. ставить у заслугу те, що "він вірить у вагу, він шанує простір, він ніжно любить матеріал, він речовини не докоряв за повільність і сталість ". У зв'язку з цим у поетиці Г. мальовничість, пластичність змінює колишню музичність і пісенність. — Імперіалістичну війну 1914 Г., як і всі акмеїстів, зустрів патріотичними віршами. До 1915 відноситься організація гуртка селянських письменників «Краса», з якого вийшли поети Єсенін, Кличков та ін

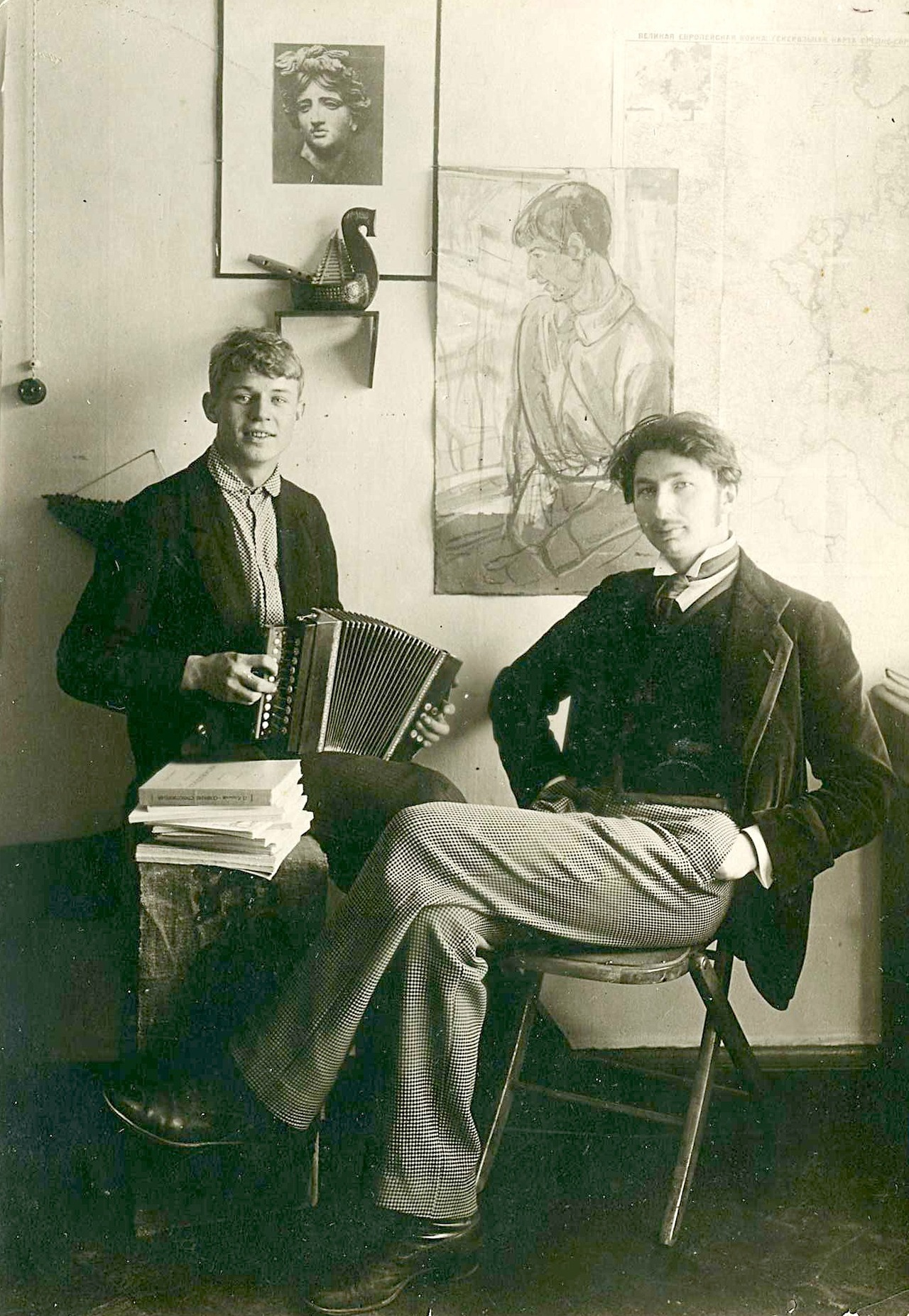
Городецький та Єсенін, 1916

Також існують свідчення про сексуальні зв'язки поета з Сергієм Єсеніним.
Віддаючи в останні роки багато часу практичної редакційно-видавничої та театральної діяльності, Г. разом з тим працює і в галузі літератури, опублікувавши з 1920 кілька збірок віршів, прози, ряд п'єс і творів, призначених для масового читача; окремо необхідно відзначити велику його роботу зі створення дитячої літератури. Г. прагне злити своє поетичне творчість з загальним радянським будівництвом, щиро розриваючи зі старими навичками та традиціями. "Хай з кров'ю ми здираємо ганчір'я, але ми здеру її з себе ", — писав він в одному з віршів. Але це подолання «дрантя» дається Г. нелегко: його революційним віршам часто бракує чіткості і цілісності, що такі характерні для колишнього творчості Г.
Городецький багато працював і як критик. Найважливіша його критична стаття — "Деякі течії в сучасної російської поезії "(«Аполлон», No 1 за 1913) — була програмним маніфестом акмеїзму. Слід відзначити ще: вступну статтю до зібрання творів І. С. Нікітіна (1911); статтю про В. Г. Короленка (в збірнику «Наші дні», No 2, Москва, 1922). Прозові твори Г. (в тому числі і найкращі речі, як роман «Червоний смерч», повість «Сутуловское гнездовье» та ін.) представляють значно менший інтерес (за винятком деяких казок). З досить численних перекладів Г. особливо примітні «Ніч» М. Мартіні, «Тюремні пісні» Е. Толлера, дві п'єси Мольєра. «Збори віршів» Г. изд. в 2 тт., СПб, 1909-10; вибрані вірші — Ізборник, М., 1916; з пізніших збірників основні: Іва (1913), Квітучий посох (1914), Серп (1921), Міролом (1923), Грань. Лірика 1918-28, М., 1929.

## Книги
- Ярь. 1907
- Перун, 1907
- Ия. Стихи для детей. 1908
- Кладбище страстей. Рассказы, т. 1, 1909
- Цветущий посох, 1914
- Ангел Армении. 1918
- Стихотворения, 1956
- Стихотворения и поэмы, 1974